# Jju jezik
Jju jezik (kache, kaje, kajji;  ISO 639-3: kaj), nigersko-kongoanski jezik kojim se služi 300 000 ljudi (1988 SIL) na području nigerijske države Kaduna.
Etnička grupa poznata kao Kaje, Kajji, Kache, Jju i Baju sebe naziva Bajju, a domovina su im travnate savane i vulkanska brda u distriktu Zangon Katab.
Pripada skupini benue-kongoanskih jezika, užoj skupini plateau. Pismo: latinica.

## Vanjske poveznice
- Ethnologue (14th)
- Ethnologue (15th)